# Francesc Viñas
Francesc Viñas, nome completo Francesc Viñas i Dordal (Moià, 27 marzo 1863 – Barcellona, 14 luglio 1933), è stato un tenore spagnolo.
È anche noto con la versione spagnola del suo nome, Francisco Viñas e la versione italiana, Francesco Vignas. Era particolarmente noto per le sue esibizioni nelle opere di Richard Wagner e cantò nella prima produzione del Parsifal fuori Bayreuth.

## Biografia
Viñas nacque a Moià, una piccola città vicino a Barcellona. All'età di 23 anni si iscrisse alle lezioni di canto al Conservatorio di Barcellona, dove studiò sotto Gonçal Tintorer. Dopo averlo ascoltato in alcuni concerti del conservatorio, Juan Goula, direttore principale del Gran Teatre del Liceu, lo esortò a studiare il ruolo del protagonista del Lohengrin. Viñas fece il suo debutto operistico al Liceu il 9 febbraio 1888 nel Lohengrin. Doveva diventare uno dei suoi ruoli distintivi.
Julián Gayarre, un altro tenore spagnolo noto per i suoi ruoli wagneriani, era tra il pubblico del Liceu per il debutto di Viñas e si dice che sia stato così colpito dall'esibizione che diede a Viñas il suo costume di Lohengrin. Viñas ricevette presto inviti a cantare in altri teatri lirici spagnoli e in Italia. Nel giro di tre anni ha cantato Lohengrin 120 volte. Debuttò al Teatro Regio di Torino nel 1890 ed alla Scala di Milano nel 1891, entrambe le volte come Lohengrin.
Viñas era sposato con il mezzosoprano operistico italiano Giulia Novelli (1859-1932).

## Repertorio
| Ruolo                 | Titolo               | Autore      |
| --------------------- | -------------------- | ----------- |
| Faust                 | Mefistofele          | Boito       |
| Edgardo di Ravenswood | Lucia di Lammermoor  | Donizetti   |
| Federico Loewe        | Germania             | Franchetti  |
| Canio                 | Pagliacci            | Leoncavallo |
| Turiddu               | Cavalleria rusticana | Mascagni    |
| Vasco da Gama         | L'africana           | Meyerbeer   |
| Renato Des Grieux     | Manon Lescaut        | Puccini     |
| Sansone               | Sansone e Dalila     | Saint-Saëns |
| Don Carlo             | Don Carlo            | Verdi       |
| Radamès               | Aida                 | Verdi       |
| Tannhäuser            | Tannhäuser           | Wagner      |
| Lohengrin             | Lohengrin            | Wagner      |
| Tristano              | Tristano e Isotta    | Wagner      |
| Parsifal              | Parsifal             | Wagner      |

## Eredità
Nel 1963 fu fondato il Concorso di canto Francisco Viñas in suo onore. Tra i suoi passati vincitori figurano Nelly Miricioiu, Darina Takova e Giuseppe Filianoti.